# Ausleben
Ausleben es un municipio situado en el distrito de Börde, en el estado federado de Sajonia-Anhalt (Alemania), a una altitud de 105 metros. Su población a finales de 2015 era de unos 1700 habitantes y su densidad poblacional, 50 hab/km².
Se encuentra a pocos kilómetros al este de la frontera con el estado de Baja Sajonia.